# 中野 (伊丹市)
中野（なかの）は、兵庫県伊丹市の旧大字。現在は中野北（なかのきた）・中野西（なかのにし）・中野東（なかのひがし）の3つの町丁に町名町界整理がされており、中野北には住居表示も実施されている(中野東・中野西は地番整理まで実施済み)。

## 地理

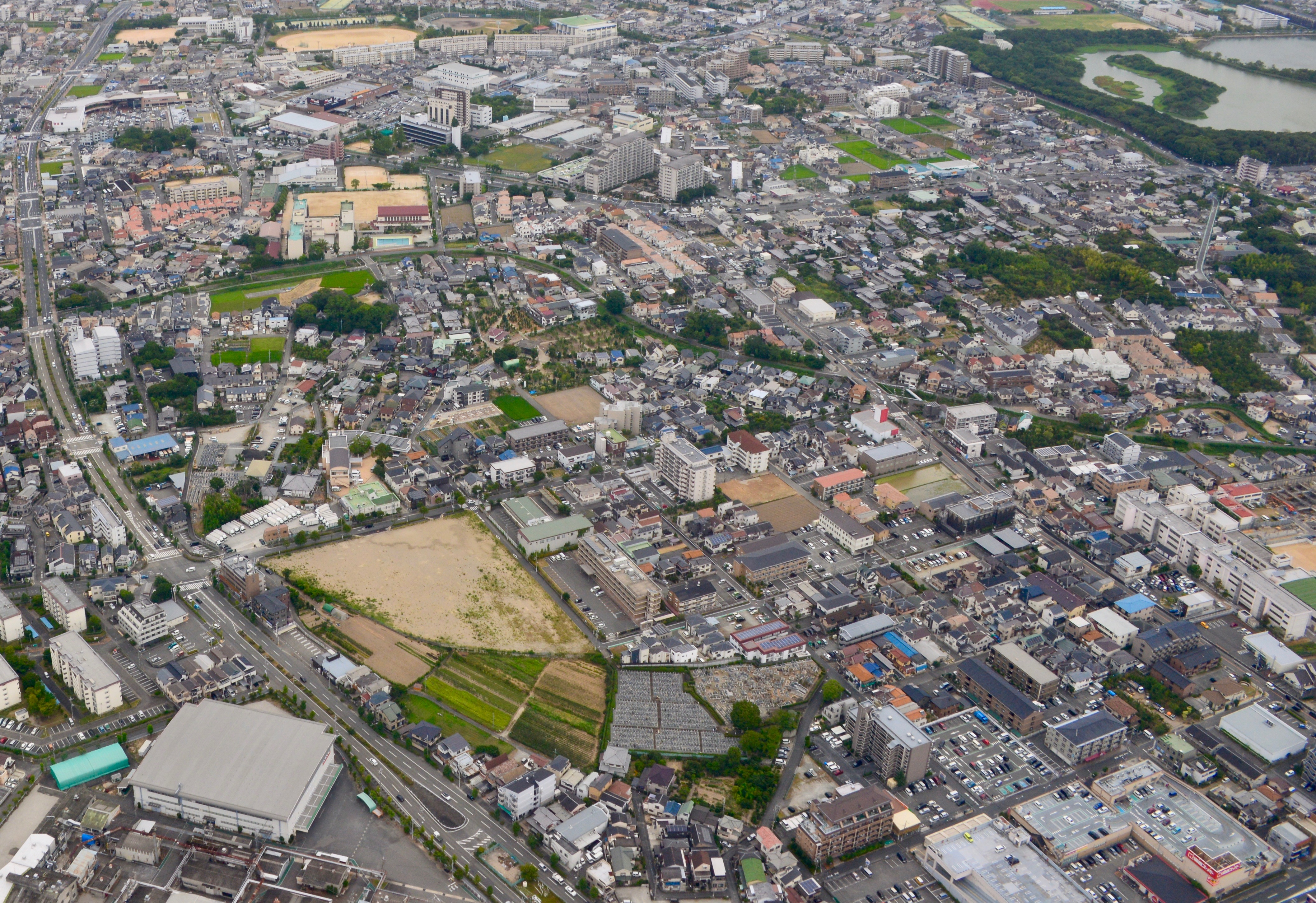
中野地区空撮

旧川辺郡稲野村の北部で、長尾村との境界だった地域に当たる。西からV字型に中野北・中野西・中野東と連なって市街地が形成されており、市北部の荒牧と並んで市営・県営住宅が多く立地している。中野東は昆陽池公園に近接し、緑化面積が高い地域である。
北を鴻池、北東を瑞原、東の一点で瑞ケ丘、南東を松ケ丘、南を奥畑、南西の一点で池尻、西を西野、北西を宝塚市安倉南と接する。

### 中野北
現行の町丁は中野北一丁目から四丁目までが存在する。郵便番号は664-0029。
町内の主な施設
- 関西スーパー
- 伊丹市共同利用施設中野北センター
- 伊丹市立つつじ学園（児童福祉施設）
- 素盞嗚神社
- 常休寺

### 中野西
現行の町丁は中野西一丁目から四丁目までが存在する。郵便番号は664-0023。
町内の主な施設
- 伊丹市立桜台小学校
- 伊丹市共同利用施設中野西センター
- サンシティホール
- 特別養護老人ホームあそか苑
- 介護老人保健施設ケアハイツいたみ
- 法性寺

### 中野東
現行の町丁は中野東一丁目から三丁目までが存在する。郵便番号は664-0022。
町内の主な施設
- 伊丹市中野東雨水ポンプ場
- 中野行浪公園
- 妙興寺

## 歴史
旧川辺郡稲野村新田中野（しんでんなかの）地域の一部。1948年（昭和23年）に中野赤塚市営住宅50戸が建設されて以降、市営・県営住宅が相次いで建設され1965年（昭和40年）から1970年（昭和45年）にかけて大字中野の人口増加率は70%に達した。
1953年（昭和28年）には小字の一つであった松ケ丘が大字中野より独立して住居表示を実施した。1977年（昭和52年）には中心部が中野北・中野西となり、翌1978年（昭和53年）には中野東でも住居表示が実施される。残った地域も1981年（昭和56年）までに奥畑・池尻として独立するか西野や昆陽北などに編入され、大字としての中野は消滅した。

## 交通
中野北・中野西の西側を県道42号線（尼宝線）が、中野北と中野西の境界を県道335号線（中野中筋線）が、中野東の西寄りを県道142号線がそれぞれ走っている。伊丹市バスでは域内に中野（県道335号線沿い）、中野東（県道142号線沿い）、サンシティ（中野西・サンシティホール前）などの停留所を設置しており、中野西では近接する西野、天神川団地などの停留所も利用圏内に含まれている。
域内に鉄道は通っておらず、いずれも3キロ前後離れた阪急伊丹線伊丹駅かJR西日本福知山線の北伊丹駅が最寄りの鉄道駅となる。